# قرينات نصفية الأجزاء
قرينات نصفية الأجزاء (الاسم العلمي: Hemimerideae) هي قبيلة من النباتات تتبع الفصيلة الغدبية من رتبة الشفويات.

## أجناس قرينات نصفية الأجزاء
- نصفية الأجزاء
- الزقين
- الألونسوة
- الكولبياس
- الديكليس
- النيمسية